# Thomas Arnold
Cet article concerne l'historien britannique. Pour le bobeur britannique, voir Thomas Arnold (bobsleigh).
Pour les articles homonymes, voir Arnold.
Thomas Arnold (13 juin 1795 – 12 juin 1842) est un enseignant et historien qui est à la tête du Rugby School de 1828 à 1841.

## Biographie
Fils de William Arnold, collecteur des impôts, et Martha de la Field, Thomas Arnold est né à Cowes sur l'Île de Wight. Il fait ses études à Winchester College et au Corpus Christi College à Oxford.  Là, il excella dans les humanités et devient membre du Oriel College d'Oxford en 1815. 
Il épouse Mary Penrose, fille du Révérend John Penrose de Penryn, dans les Cornouailles. Ils ont trois filles et quatre fils, dont le poète Matthew Arnold, l'universitaire Tom Arnold, et l'écrivain William Delafield Arnold. La fille de Tom, Mary Augusta Arnold, devient une célèbre romancière sous son nom de femme mariée, Mme Humphry Ward. Une autre fille de Tom devient la journaliste et militante Ethel Arnold, et l'autre fille de Tom épouse Leonard Huxley, fils de Thomas Huxley. De leur union naquirent deux fils : Julian et Aldous Huxley.

### Pédagogue et père du sport éducatif
Sa nomination à la tête de l'école privée de la ville de Rugby en 1828, après quelques années en tant que tuteur, marque un tournant pour l'établissement. Sa force de caractère et sa ferveur religieuse lui permettent d'en faire un modèle suivi par les autres écoles privées, exerçant une influence sans précédent sur le système éducatif du pays, la pratique des sports et de la compétition occupant une place éminente dans le système.

### Théologien
Il apparaît même dans le roman Tom Brown's Schooldays. Il est impliqué dans de nombreuses controverses liées à l'éducation ou à la religion. C'est un homme d'église profondément érastien et profondément opposé à l'Église anglicane[Information douteuse].

### Historien
En 1841, il est nommé professeur royal d'histoire moderne à Oxford. Il est un des « victoriens éminents » dans le livre du même nom écrit par Lytton Strachey. Ses ouvrages principaux sont l’Histoire de Rome, inachevée et composée de trois volumes écrits entre 1838 et 1842, et les Lectures d'histoire moderne. Il est emporté par une angine de poitrine alors qu'il jouissait d'une influence sans cesse grandissante. Arthur Penrhyn Stanley, un de ses anciens élèves, écrivit sa biographie en 1844.